# Refractometría

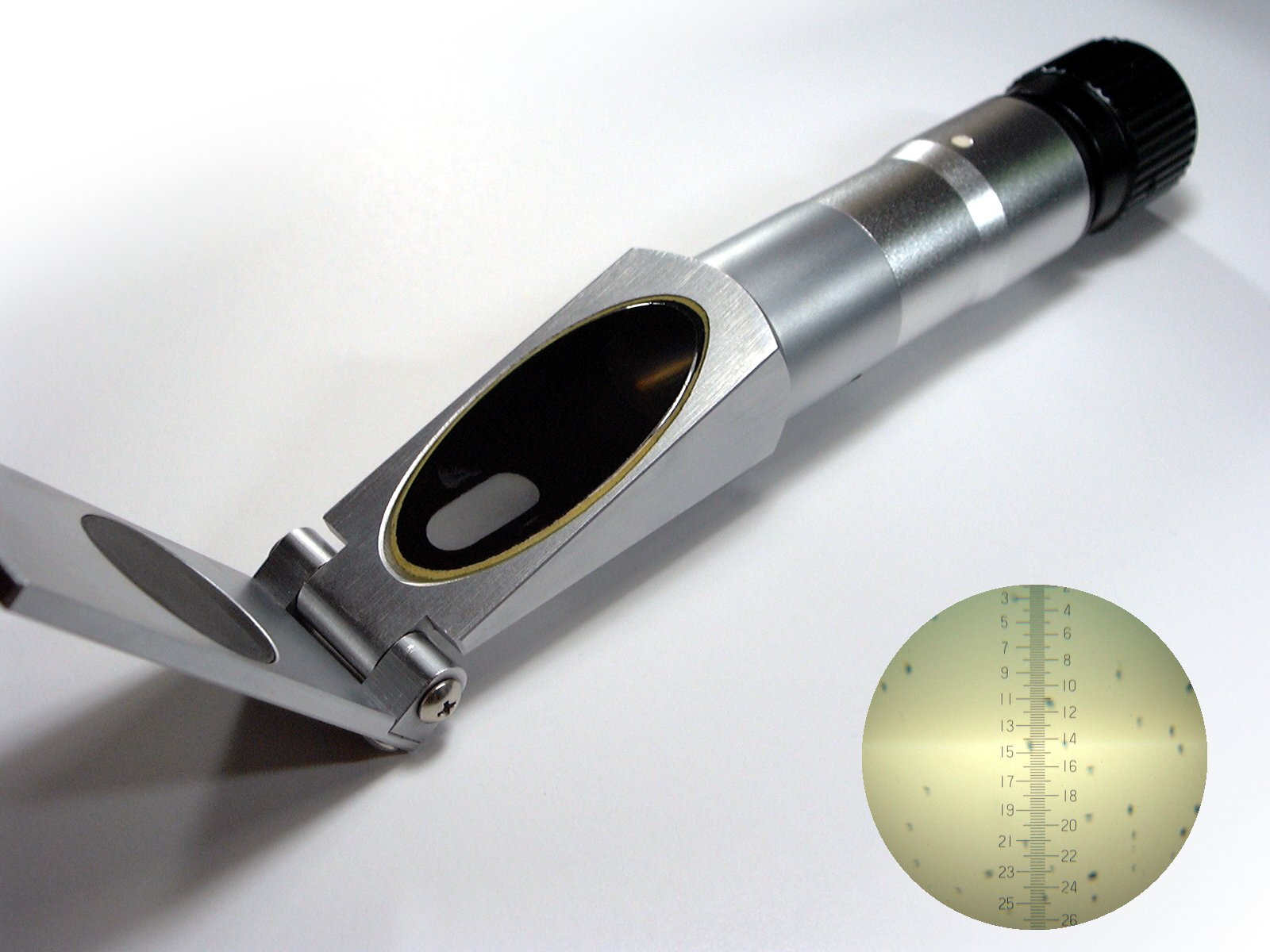
Refractómetro empleado en agricultura así como en viticultura, ingenios azucareros y apicultura, para determinar la concentración de azúcares en las frutas, caña y mieles.

Se denomina refractometría al método óptico que determina la velocidad de propagación de la luz en un medio contra la velocidad de la luz en el vacío, con uso de la unidad de índice de refracción, lo cual se relaciona directamente con la densidad de este medio. Para emplear este principio se utiliza la refracción de la luz, (la cual es una propiedad física fundamental de cualquier sustancia), y la escala de medición de este principio se llama índice de refracción.
Los refractómetros son los instrumentos que emplean este principio de refracción ya sea el de refracción, (empleando varios prismas), o el de ángulo crítico, (empleando solo un prisma), y su escala primaria de medición es el índice de refracción, a partir de la cual se construyen las diferentes escalas específicas, Brix (azúcar), Densidad Específica, % sal, etc. Los refractómetros se utilizan para medir en líquidos, sólidos y gases, como vidrios o gemas.
Hay diferentes tipos de refractómetros, los más comunes son:
- Pulfrich con prisma en forma de "V"
- Refractometros con método de Reflexión Interna Total, (TIR en inglés), los cuáles se subdividen con base a su diseño:
  - Pulfrich
  - Abbe
  - Inmersión
  - Refracción Total / ángulo Crítico

## Refractómetro de Abbe

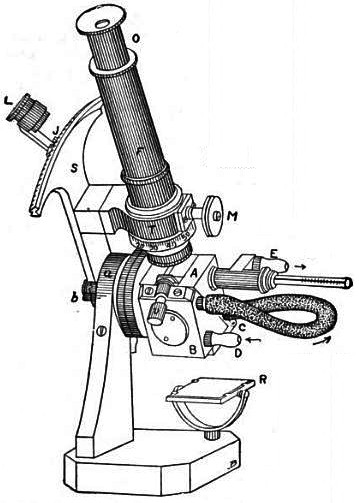
Refractómetro de Abbe. Modelo antiguo

El refractómetro de Abbe permite obtener una medición del índice de refracción de un líquido depositándolo sobre una superficie de vidrio, colocándolo en un dispositivo óptico, y ajustando un botón para conducir una placa iluminada hacia el centro de un retículo. Se plantean dos preguntas:
1. ¿Por qué el valor obtenido es aquel del índice de refracción del líquido estudiado?
2. ¿Por qué la medición se realiza por reglaje de una placa iluminada?

Los refractometros Abbe pueden emplear los dos métodos de refracción, refracción total o refracción de ángulo crítico.

### Principio de la medición
Este refractómetro fue descrito, en 1875, por su inventor, Ernst Abbe. Un antiguo modelo se encuentra representado a continuación. En su estudio sobre los refractómetros de 1901, Culmman describe este instrumento como constituido por dos prismas de vidrio flint conteniendo una delgada capa de 1/20 de milímetro de espesor del líquido a examinar. El prisma inferior sirve sobre todo para mantener el líquido y para permitir la iluminación del prisma superior. El artículo más reciente de Véret indica que, en los refractómetros modernos, el prisma superior sirve para la iluminación y que el prisma inferior es aquel que permite la medición. La descripción siguiente corresponde a este caso.
Este rayo continúa su camino y ataca la cara de salida del prisma con el ángulo
r = α - e
donde α es el ángulo del prisma.
El rayo sale entonces del prisma con el ángulo i de tal forma que
N sin r = sin i
El ángulo i se encuentra en relación con el índice buscado n. Un visor indica el ángulo y se gradúa directamente en índice de refracción. El valor es preciso con dos unidades del cuarto de decimal del valor del índice n.
Como no es posible conseguir un único rayo rasante que penetre en el lugar adecuado del soporte material subyacente, el dispositivo emplea un haz de luz cuyo límite es, por construcción, el rayo rasante. Este haz constituye el rango de luz cuyo límite será ajustado al retículo y será la base de la medición.
La figura inferior representa este dispositivo. El prisma superior está iluminado y contiene el rayo rasante. La luz entra en el prisma inferior en un rango de luz cuyo rayo superior corresponde a la prolongación del rayo rasante. A la salida del prisma, este rango de luz es reflejado por un espejo y es observado a través de una lente colimatriz. El usuario puede observar, en esta lente, el rango de luz y su límite, que aporta la información sobre el ángulo límite, esto es, sobre el índice de refracción del líquido estudiado.

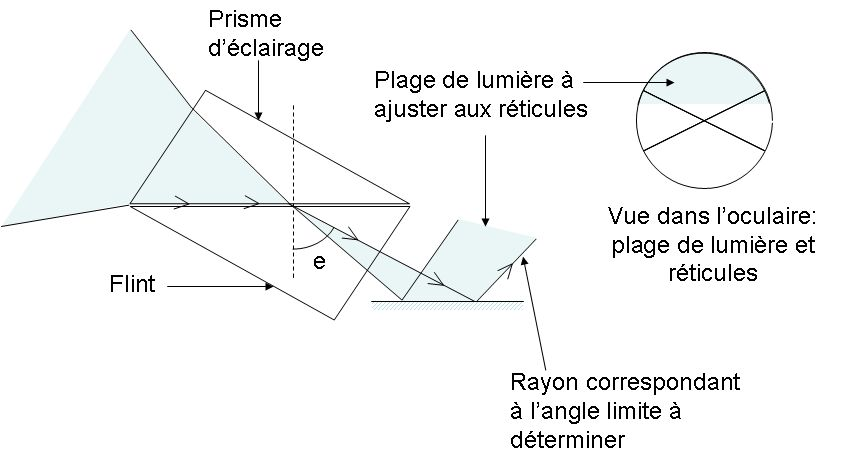
Refractómetro de prisma de Abbe.

### Utilización en luz blanca
El dispositivo de base solo es utilizable con una luz monocromática, ya que el índice de un material, sobre todo aquel del vidrio flint, depende de la longitud de onda. La raya D del sodio (longitud de onda 589 nm) ha sido elegida históricamente, a causa del carácter monocromático de la luz de las lámparas de vapor de sodio, y de la facilidad para obtener una buena intensidad lumínica. Para trabajar en luz blanca, otros dos prismas se posicionan entre el vidrio flint y la lente colimatriz de manera que los rayos de colores diferentes converjan tras su trayectoria. Este dispositivo se denomina compensador. La consecuencia es la obtención de un sistema acromático, utilizable en luz blanca.
Los refractómetros actuales funcionan con luz natural o con la iluminación de una lámpara blanca. La luz llega a través de una ventana sobre una superficie de entrada del prisma superior. La superficie inferior de éste no está pulida para evitar las reflexiones secundarias.

### Calibración y lectura de la medición

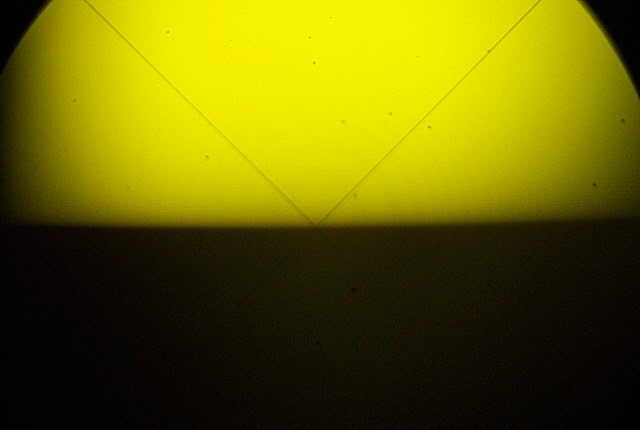
Calibración de la zona iluminada en el cruce de las retículas

La calibración del refractómetro debe tener en cuenta por una parte la acromatización y, por otra parte, la situación del rango de luz en el cruce de las retículas.
Una operación de calibración se realiza de una vez con agua destilada.
El botón que permite conducir el rango luminoso hacia el cruce de las retículas actúa sobre el ángulo del espejo dispuesto a la salida del prisma de flint. Este ángulo corresponde al índice que se registra sobre la escala graduada en índice de refracción, visible en el visor.
Dos escalas están disponibles. Una indica directamente el índice de refracción (entre 1,300 y 1,700). La otra indica, entre 0 y 85 %, el tenor de materia seca de los líquidos azucarados.

### Límites de utilización
- El refractómetro de Abbe sólo puede utilizarse para líquidos cuyo índice de refracción sea inferior a aquel del vidrio flint (n = 1,7). Más allá de este valor, los rayos próximos del rayo rasante experimentarían una reflexión total, lo que provocaría la imposibilidad de la medición. Esta limitación no es un impedimento en la práctica, pues pocos líquidos poseen un índice de reflexión superior a aquel del vidrio flint.

- El índice varía en función de la temperatura. Un sistema de termostato, constituido por una circulación de agua en el seno del sistema óptico, permite regular este efecto.

## Otros refractómetros

### Refractómetro de ángulo variable
El líquido se encuentra en una cubeta cuyo fondo es de hoja paralela. Esta hoja es iluminada en incidencia rasante por debajo. Todo tiene lugar como si el líquido fuese iluminado en incidencia rasante desde el aire. Un visor recupera el rayo y determina su ángulo.

### Refractómetro de inmersión
El refractómetro se sumerge en el líquido a analizar. Sólo posee un único prisma, equivalente al prisma inferior de la descripción anterior de refractómetro de Abbe. No existe posibilidad de reflexión parásita, el rayo emergente es más preciso y un engrosamiento más fuerte es entonces posible. He aquí el interés de este dispositivo. Permite por tanto obtener una décima más que para el refractómetro de Abbe (4 unidades del quinto decimal). La iluminación se realiza a través de un espejo.
El refractómetro de inmersión permite dosificar los solubles disueltos en el agua, de débiles variaciones de índice precisamente conocidas. Es mencionado para análisis agroalimentarios. A consecuencia del engrosamiento considerable, un débil rango de índice solamente es accesible: entre 1,325 y 1,367.
La extremidad del refractómetro a inmersión está directamente sumergida en el líquido, como un termómetro, y una anilla permite acromatizar la medición. Es necesario pues disponer de una mayor cantidad de muestra que con el refractómetro de Abbe, lo que no plantea generalmente problemas con las soluciones acuosas.

### Refractómetro portátil
Para medir los índices de refracción del jugo de las frutas sobre el terreno existen refractómetros portátiles. Funcionan sin alimentación, directamente con la luz natural. Estos instrumentos son calibrados de tal manera que indican 0 para el agua destilada, y directamente la concentración en azúcar de los jugos de las frutas analizadas. El jugo a analizar se deposita sobre el prisma, se cierra la tapa y el instrumento se dirige hacia la luz. Basta entonces con realizar una lectura directa.
Una compensación automática de temperatura permite eliminar la variación de este factor, corriente sobre el terreno. La compensación es de 0,00045 unidades de índice de refracción por grado celsius alrededor de 20 °C.
Existen asimismo refractómetros digitales modernos que funcionan de forma automática y muestran el resultado en una pantalla. Este es más preciso y menos propenso a fallos humanos que una medición manual. Los resultados pueden ser transferidos directamente para la elaboración automática a un ordenador o una red a través de una interfaz estándar.

### Refractómetros automáticos
Los refractómetros automáticos miden automáticamente el índice refractivo de una muestra. La medición automática del índice refractivo de la muestra se basa en la determinación del ángulo crítico de la reflexión total. Se concentra una fuente de luz, usualmente un LED de ciclo de vida prolongado, en la superficie de un prisma por medio de un sistema de lentes. Por otra parte, se tiene un filtro de interferencia que garantiza la longitud de onda especificada. Debido a que se concentra la luz en un punto de la superficie del prisma, se cubre así un amplio rango de ángulos diferentes. Tal y como se muestra en la figura denominada "Configuración esquemática de un refractómetro automático" la
muestra medida se encuentra en contacto directo con el prisma de medición. Dependiendo del índice refractivo, la luz que ingresa por debajo del ángulo crítico de reflexión total es parcialmente trasmitida a la muestra, mientras que para ángulos de incidencia más elevados la luz es totalmente reflejada. Esta dependencia de la intensidad de luz reflejada desde el ángulo incidente es medida con una matriz de sensor de alta resolución. A partir de la señal de video tomada con el sensor CCD, puede calcularse el índice refractivo de la muestra. Este método de detección del ángulo de reflexión total es independiente de las propiedades de la muestra. Incluso es posible medir el índice refractivo de muestras de absorción intensamente densas de forma óptica o muestras que contienen burbujas de aire o partículas sólidas. Más aún, sólo se requieren algunos microlitros y la muestra puede ser recuperada. Esta determinación del ángulo de refracción es independiente de vibraciones y otras perturbaciones ambientales.

### Refractómetros automáticos modernos

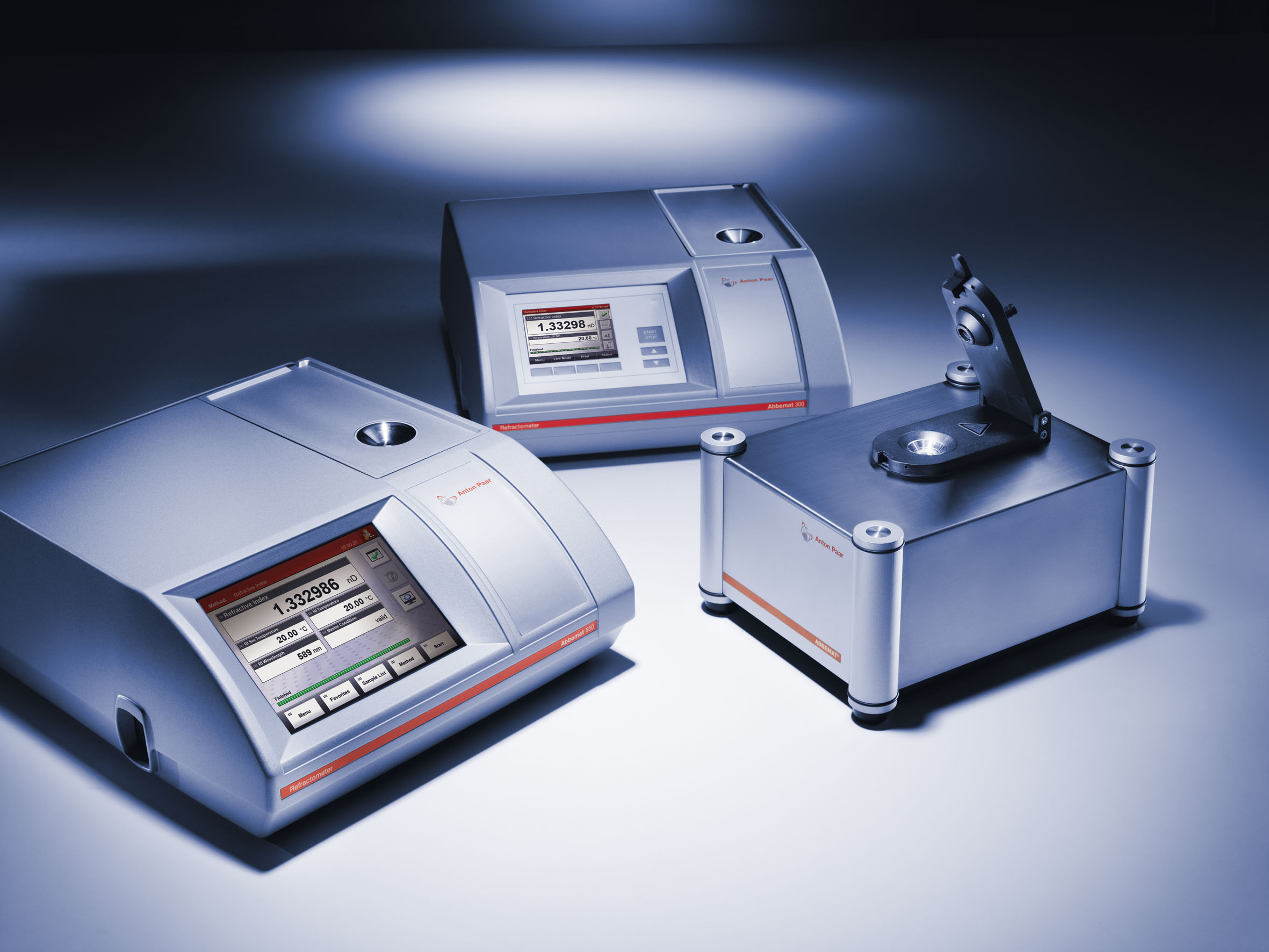
Refractómetros Automáticos Modernos - Fuente: Anton Paar GmbH, www.anton-paar.com

La temperatura tiene una influencia muy importante en la medición del índice refractivo. Por lo tanto, la temperatura del prisma y la temperatura de la muestra tienen que ser controladas con alta precisión. Existen diferentes diseños que son sutilmente diferentes para controlar la temperatura; sin embargo, hay ciertos factores clave que son comunes para todos los diseños, como el caso de sensores de temperatura de alta precisión así como dispositivos Peltier para controlar la temperatura de la muestra y del prisma. El control de temperatura preciso de estos dispositivos debe ser diseñado, de tal forma, que la variación en la temperatura de la muestra sea lo suficientemente reducida como para que no cause un cambio del índice refractivo detectable. 
En el pasado, se utilizaban baños de agua externos, pero ya no se requieren.
Mayores posibilidades de refractómetros automáticos Los refractómetros automáticos son dispositivos electrónicos controlados por microprocesadores. Esto significa que pueden contar con un alto grado de automatización y que pueden combinarse con otros dispositivos de medición. 
Celdas de flujo
Se tienen diferentes tipos disponibles de celdas de muestreo y que fluctúan desde una celda de flujo para unos cuantos microlitros hasta celdas de muestras con un embudo de llenado con un intercambio rápido de muestras sin que se requiera limpieza del prisma de medición entre operación. Las celdas de muestreo también pueden ser utilizadas para la medición de muestras venenosas y tóxicas con una exposición mínima a la muestra. Por otra parte, las microceldas requieren tan solo un reducido volumen de microlitros, aseguran una buena recuperación de muestras que son costosas y evitan la evaporación de muestras volátiles o solventes. También pueden utilizarse en sistemas automatizados para el llenado automático de la muestra en el prisma del refractómetro. Para un llenado conveniente de la muestra por medio de un embudo, se tienen disponibles celdas de flujo con embudo de llenado. Estas se utilizan para un intercambio rápido de muestras en aplicaciones de control de calidad.
Alimentación automática de muestras

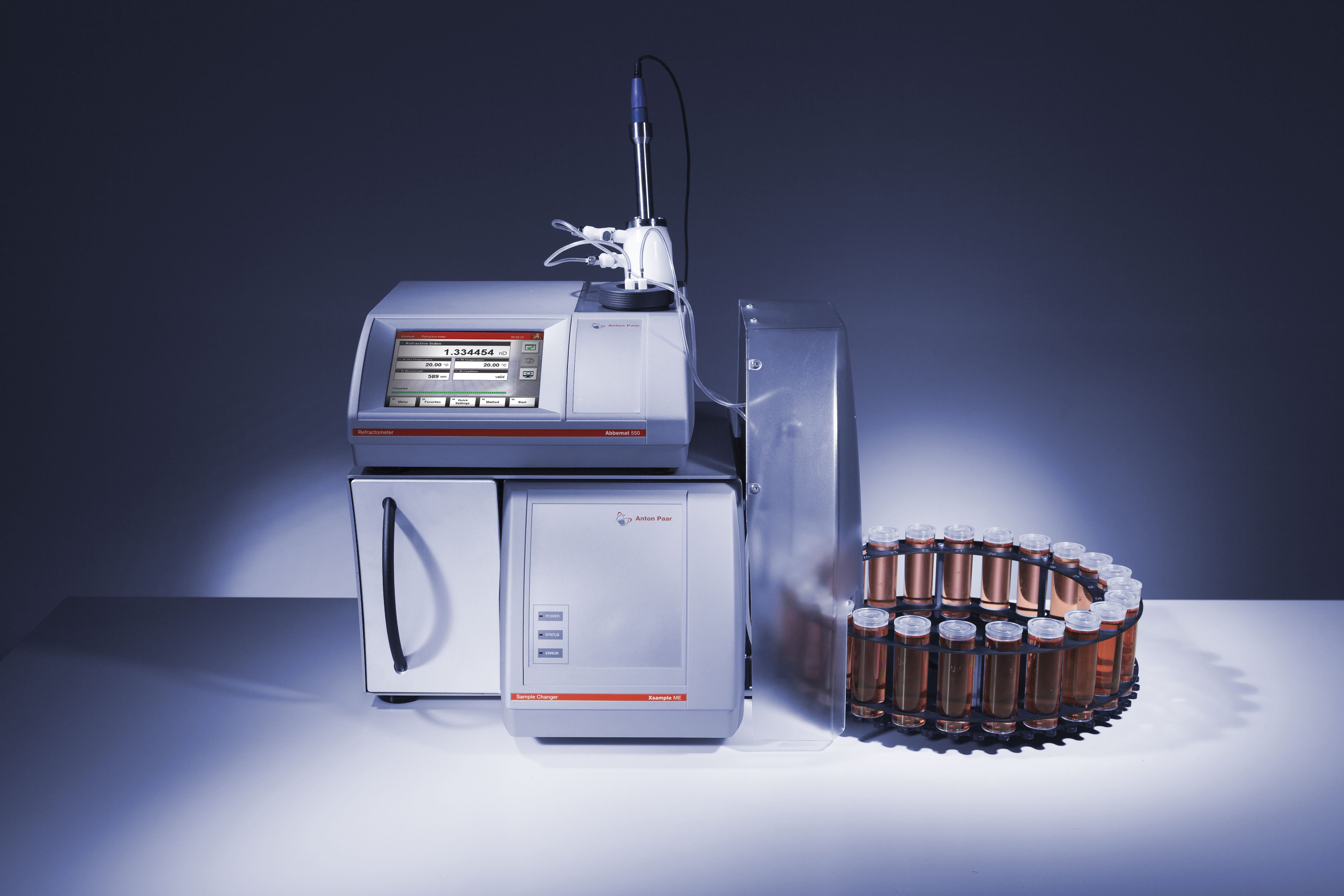
Refractómetro automático con cambiador de muestras para medición automática de un gran número de muestras - Fuente: Anton Paar GmbH, www.anton-paar.com

Una vez que un refractómetro automático es equipado con una celda de flujo, la muestra puede ser llenada por medio de una jeringa o utilizando una bomba peristáltica. Los refractómetros modernos cuentan con opción de integrar una bomba peristáltica. La misma es controlada por medio del menú del software del instrumento. Una bomba peristáltica permite monitorear procesos de lotes en un laboratorio o llevar a cabo múltiples mediciones en una muestra sin interacción del usuario. Esto elimina errores humanos y asegura un elevado procesamiento de muestras. 
Si se requiere un gran número de mediciones automatizadas, los refractómetros automáticos modernos pueden combinarse con un cambiador de muestras automático. Dicho cambiador de muestras es controlado por el refractómetro y garantiza mediciones plenamente automatizadas de las muestras que son ubicadas en viales del mismo cambiador para llevar a cabo mediciones.
Mediciones de parámetros múltiples

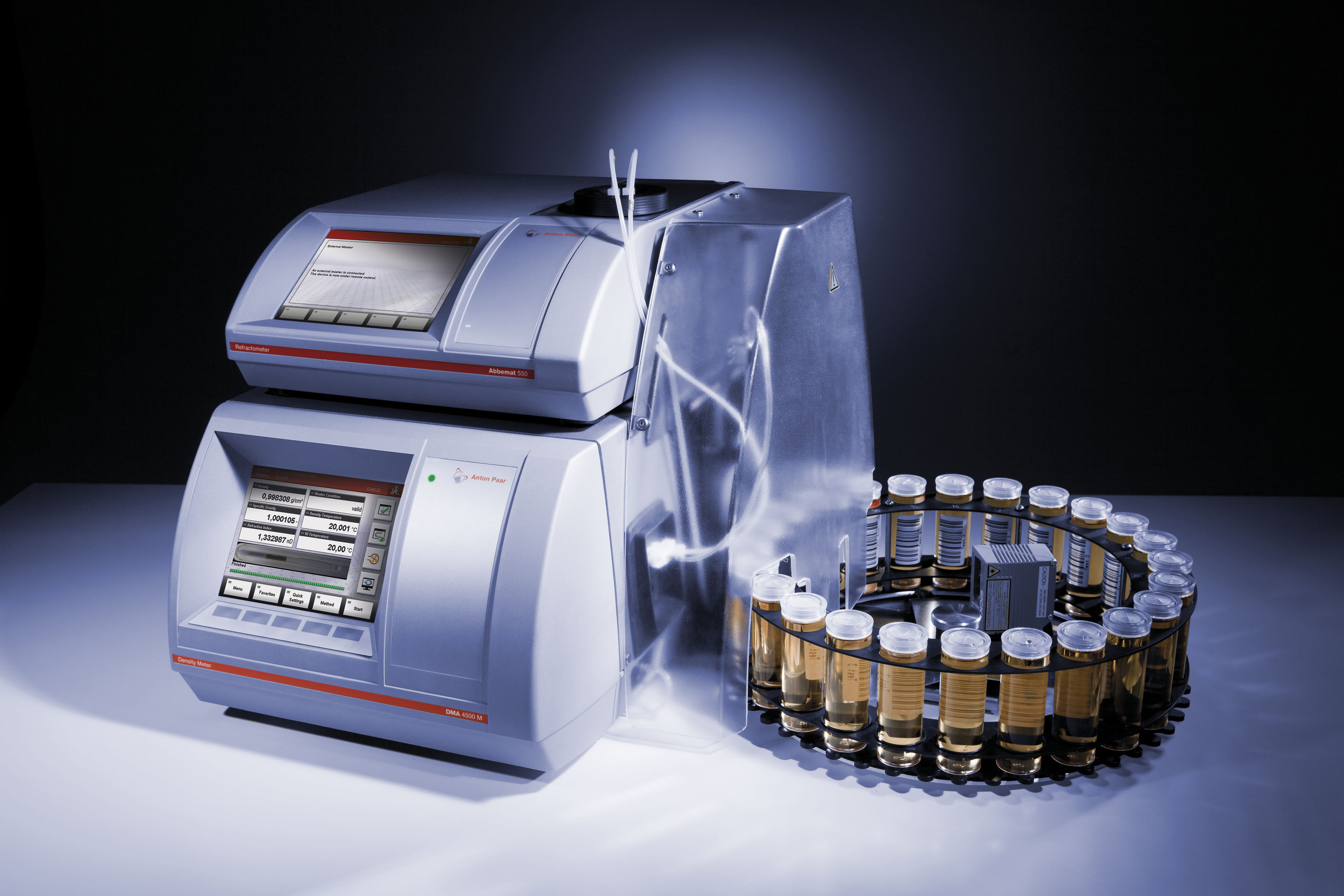
La combinación de medición de un refractómetro automático y un medidor de densidad se utiliza ampliamente en la industria de fragancias y saborizantes - Fuente: Anton Paar GmbH, www.anton-paar.com

Los laboratorios de la actualidad no sólo desean medir el índice refractivo de muestras, sino también parámetros adicionales diferentes como la densidad o viscosidad para implementar un control de calidad eficiente. Debido al control por microprocesadores y diferentes interfaces, los refractómetros automáticos tienen la capacidad de comunicarse con computadoras u otros dispositivos de medición, por ejemplo: medidores de densidad, medidores de pH o medidores de viscosidad, para efectos de almacenar los datos del índice refractivo y datos de densidad (y otros parámetros) en una base de datos. 
Características de software
Los refractómetros automáticos no sólo miden el índice refractivo, sino que ofrecen también muchas funciones adicionales de software, como las siguientes: 
- Parámetros de instrumentos y configuración mediante el menú de software
- Grabación automática de datos en una base de datos
- Salida de datos configurable por el usuario
- Exportación de datos de medición a hojas de cálculo Microsoft Excel
- Funciones estadísticas
- Métodos predefinidos para diferentes clases de aplicaciones
- Revisiones y ajustes automáticos
- Revisión para corroborar si hay suficiente cantidad de muestras en el prisma
- Grabación de datos sólo si los resultados son válidos

Documentación y validación farmacéutica

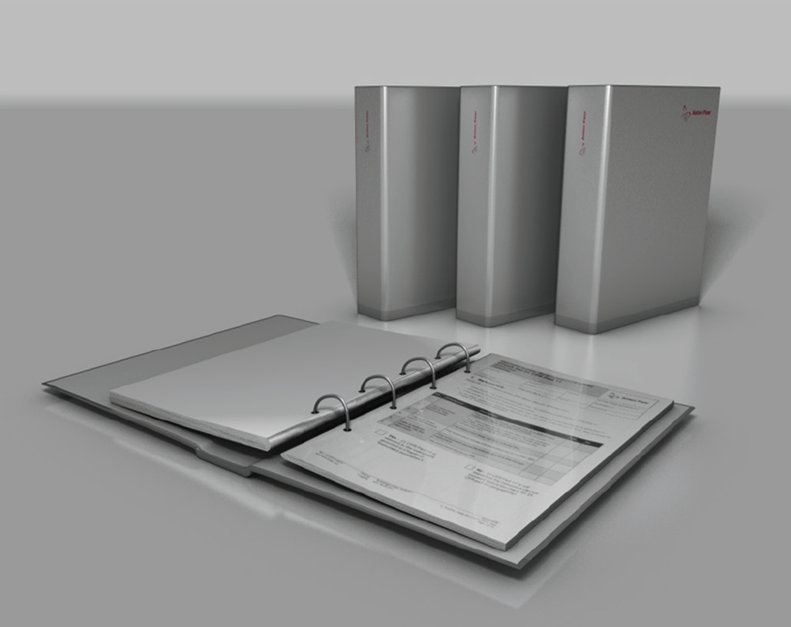
Carpeta Típica de Calificación y Validación Farmacéutica - Fuente: Anton Paar GmbH, www.anton-paar.com

Los refractómetros se utilizan con frecuencia en aplicaciones farmacéuticas para el control de calidad de materia prima intermedia y producto final. Los fabricantes farmacéuticos deben apegarse a diferentes regulaciones internacionales como el caso de FDA 21 CFR Parte 11, GMP, Gamp 5, USP<1058>, las cuales requieren un gran nivel de trabajo relacionado con documentación manual. Los fabricantes de refractómetros automáticos apoyan a estos usuarios al proveer software de instrumentos que cumple con los requisitos plasmados en 21 CFR Parte 11, con niveles de usuario, firma electrónica y pistas de auditoría. Más aún, se tienen disponibles Paquetes de Validación Farmacéutica y Calificación Farmacéutica que contienen: 
- Plan de Calificación (QP por sus siglas en inglés)
- Calificación de Diseño (DQ por sus siglas en inglés)
- Análisis de Riesgos
- Calificación de Instalaciones (IQ por sus siglas en inglés)
- Calificación Operativa (OQ por sus siglas en inglés)
- Lista de Revisión de 21 CFR Parte 11 / SOP (Procedimiento de Operación Normalizado)
- Calificación de Desempeño (PQ por sus siglas en inglés)

## Substratos analizables
Los métodos de análisis modernos son mucho más eficaces que la refractometría. Esta sólo es pertinente en ausencia de disponibilidad de estos métodos modernos, por ejemplo sobre el terreno, para comprender ciertas etapas de la historia de las ciencias, o también a título pedagógico.

### Identificación de elementos químicos
El índice de refracción es una característica físico-química tabulada para numerosos elementos químicos. Esta técnica se utiliza para identificar un producto puro.

### Frutas
En viticultura, la cantidad de azúcar en el jugo de uva es determinable por refractometría. Puede convertirse directamente en grados de alcohol después de la fermentación total. Esta técnica es extensible a la estimación del contenido de azúcar de numerosas frutas y al estudio de su maduración.

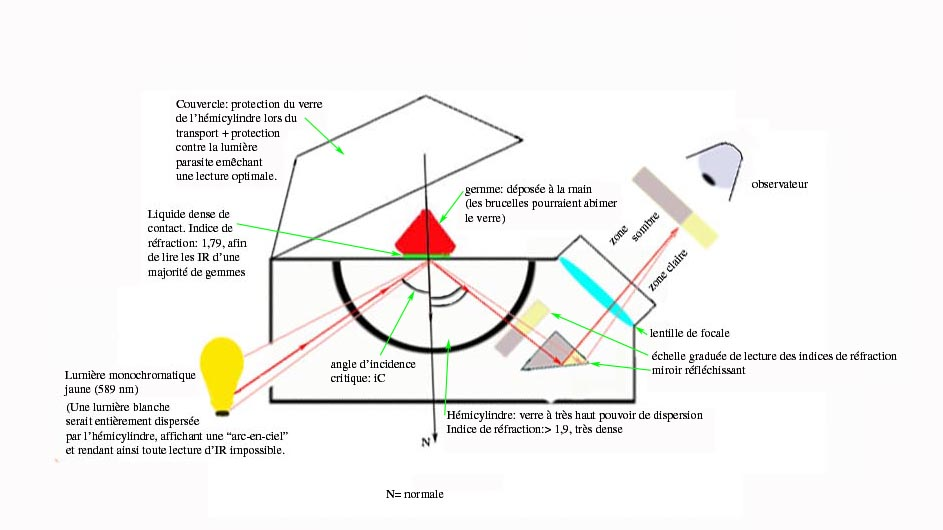
Refractómetro para el análisis de gemas

### Minerales
El índice de refracción de una piedra fina, como las gemas, es un dato pertinente. Es necesario que la piedra tenga al menos una cara plana y pulida. El refractómetro de Abbe concebido para los líquidos debe ser un adaptado

### Otros usos
- La técnica de refractometría directa puede utilizarse en oftalmología.[5]

- En el pasado, ha demostrado su eficacia para dosificar numerosos solubles de interés biológico, como la albúmina en el suero sanguíneo del lactante.[6]

- El método de Hackermann permitía analizar la leches (tras su tratamiento para aislar el suero)[3] y deducir si era oportuno utilizarla para la elaboración del queso.